# Biza ava
Biza ava är en insektsart som beskrevs av Kramer 1967. Biza ava ingår i släktet Biza och familjen dvärgstritar. Inga underarter finns listade i Catalogue of Life.